# Domenico Nania
Domenico Nania (Barcellona Pozzo di Gotto, 19 settembre 1950) è un ex politico italiano, vicepresidente del Senato della Repubblica dal 6 maggio 2008 al 15 marzo 2013.

## Biografia
Laureato in giurisprudenza, ha svolto per anni la professione di avvocato civilista.
Segretario provinciale della Giovane Italia, negli anni '70 è dirigente del FUAN - Destra universitaria all'Università di Messina, dove porta l'organizzazione giovanile alla maggioranza relativa nelle elezioni studentesche. Nel 1975 è consigliere comunale della sua città e dal 1980 al 1987 è consigliere provinciale di Messina per il MSI.

### L'elezione alla Camera
Nel 1987 viene eletto deputato per il Movimento Sociale Italiano nel collegio Sicilia orientale, e confermato alla Camera nel 1992.
Nel 1994 viene rieletto alla Camera nel maggioritario con Alleanza Nazionale (AN) come vice capogruppo alla Camera. Viene nominato sottosegretario di Stato ai Lavori Pubblici durante il primo governo Berlusconi. Con la svolta di Fiuggi del 1995, aderisce ad Alleanza Nazionale dove entra nell'esecutivo politico. In quella legislatura è il rappresentante di AN nella Commissione bicamerale per le riforme istituzionali, presieduta da D'Alema.
Nel 1996 viene confermato alla Camera per Alleanza Nazionale, dove è vicecapogruppo del suo partito alla Camera.

### Al Senato
Nel 2001 viene eletto senatore per Alleanza Nazionale, dove diviene presidente del gruppo parlamentare di AN al Senato, e ricopre gli incarichi di membro della 1ª Commissione permanente (Affari Costituzionali), della Commissione di vigilanza servizi radiotelevisivi, della Sottocommissione permanente RAI per l'accesso.
Ha fatto parte del gruppo dei quattro esponenti del centro-destra (i saggi della CdL) che hanno redatto la riforma della Costituzione approvata in Parlamento nel 2005, ma che poi venne respinta dal referendum costituzionale del 2006.
Riconfermato al Senato nel 2006, nella XV legislatura è vice capogruppo vicario di AN al Senato.
Come presidente della Giunta delle elezioni del Senato in quella legislatura, ha guidato la revisione delle schede dopo le accuse di brogli in seguito alle elezioni politiche del 2006: il 18 settembre 2007 ha dichiarato conclusa la revisione iniziata il 6 dicembre 2006 riferendo che "gli scostamenti riscontrati rispetto ai dati di proclamazione sono assolutamente fisiologici" e che quindi risultava "la legittimità delle operazioni di voto del 9 e 10 aprile 2006 per il Senato".
Coordinatore regionale di Alleanza Nazionale in Sicilia dal 2004 al gennaio 2007 coordina le elezioni europee della circoscrizione Isole.

### Nel PdL
Rieletto al Senato nel 2008 nel collegio Sicilia con Il Popolo della Libertà, il 6 maggio 2008 è eletto vice presidente del Senato della Repubblica, con 154 voti favorevoli.
Dall'aprile 2009 è co-coordinatore del PdL in Sicilia, insieme con Giuseppe Castiglione.
Pur essendo da sempre vicino a Fini, nell'aprile 2010 non aderisce alla componente finiana Generazione Italia, e fonda un gruppo interno: "Destra PDL".
Il 20 settembre 2012 non si presenta in orario al proprio turno di presidenza del Senato e, per la prima volta nella storia del Senato della Repubblica, la seduta è stata sospesa perché mancava chi doveva presiederla. Erano in discussione le mozioni sulla violenza contro le donne. Il presidente del Senato Schifani ha dichiarato: "l'interruzione dei lavori di un'aula parlamentare, per l'assenza di chi la deve presiedere, è un fatto increscioso".
Benché co-coordinatore regionale del PdL non è ricandidato alle elezioni politiche del 24 e 25 febbraio 2013.

## Procedimenti giudiziari
- A 18 anni è stato arrestato per 10 giorni e poi condannato in via definitiva a 7 mesi per lesioni volontarie personali nel 1969, per scontri fisici tra studenti di destra e di sinistra (sentenza del 1977).[4]
- Nel 2004 condannato in primo grado per abusi edilizi della sua casa di Barcellona Pozzo di Gotto, ma il 7 novembre 2008 è stato assolto con formula piena "perché il fatto non sussiste", da parte della Terza sezione penale della Cassazione, che con la sentenza 11170, depositata il successivo 13 marzo 2009, ha annullato, senza rinvio, quella della Corte di Appello di Messina del 10 aprile 2007.[senza fonte]